# Shirakami-Sanchi
Shirakami-Sanchi (japanski: 白神山地, što znači "područje boga bijele planine") je šumovito područje u japanskim prefekturama Akita i Aomori (Honshu). Ovo planinsko područje, površine od oko 1,300 km², većinom prekriva prašuma japanske bukve (Fagus crenata), i njezinih 169,7 km² u najzaštićenijem središnjem području je 1993. god. upisano na UNESCO-ov popis mjesta svjetske baštine u Aziji.
Kako je bukova šuma jako loše područje za uzgoj šitake gljiva, uzgajivači gljiva ga nikada nisu uzurpirali i ostalo je skoro nedirnuto, za razliku od okolne šume. Osim bukve, na ovom području raste 500 vrsta drugih biljaka od kojih su najvažnije: katsura (Cercidiphyllum), kalopanaks (Kalopanax), japanski grab (Ostrya japonica) i druge vrste bjelogorice. 
Od životinja na ovom području, pored 87 vrsta ptica i 2.212 vrsta insekata (najviše u Japanu) obitavaju: nacionalni simbol - crna žuna (Dryocopus martius), japanski serov (Capricornis crispus), planinski sokol-orao  (Nisaetus nipalensis), suri orao (Aquila chrysaetos), japanski makaki (Macaca fuscata), miševi Gliridae i azijski mrki medvjed (Ursus thibetanus).
Ovo područje nikada nije bilo mjesto ljudskog djelovanja, te u njemu postoje samo planinarski putovi, a za ulazak potrebna je dozvola Šumarske uprave. Da bi lovili ribu na ovom području treba vam i dozvola Nacionalne ribolovne udruge. Popularno odredište posjetitelja je slikoviti slap Anmon no taki ("Slap sjenovitih vrata"). 
Shirakami-Sanchi na istoku graniči s nacionalnim parkom Tsugaru quasi, a najviši vrh mu je Shirakamidake, koji nije u zaštićenoj središnjoj zoni područja, stoga za uspon na njega nije potrebna posebna dozvola, a tu se nalazi i sklonište s toaletom. 
U podnožju Shirakami-Sanchija, u mjestu Hachimori (Akita), svake godine se održava koncert na otvorenom poznat kao Yūkyū-no-Mori (悠久の杜) ili Shirakami festival.

## Vanjske poveznice
- Video na službenim stranicama UNESCO-a (engl.)
- Kumano turistički ured grada Tanabea  Arhivirana inačica izvorne stranice od 25. rujna 2011. (Wayback Machine) (engl.)

|  | Zajednički poslužitelj ima još gradiva o temi Shirakami-Sanchi |